# 시장 기구
시장 기구는 팔 사람과 살 사람의 의사가 합치되는 기구로, 가격이 형성되는 추상적 기구를 뜻한다. 시장은 인격체가 아니며 통합적 조직을 갖추고 있어서 경제주체들의 움직임을 조정해줄 수 있는 것도 아니다. 이때 매개체 역할을 하는 것이 가격이기 때문에 시장 기구라는 표현은 가격 기구라는 표현으로 대신 사용되기도 한다.
아담 스미스는 시장에 참여하는 사람이 오로지 사리사욕만을 염두에 두고 경제활동을 한다고 보았다. 이때 시장의 보이지 않는 손이 이 사리사욕을 공익과 부합하는 방향으로 유도하는 역할을 한다. 시장 기구는 소비자주권을 보장하고 경제적 자유를 확보하는 역할을 한다. 하지만 시장 기구는 긍정적 측면만을 가지지 않는다. 시장기구가 주도하는 자본주의 체제는 1인 1표가 아닌 1달러 1표이기 때문에 분배의 공평성의 측면에서 항상 공평한 중재자 역할을 할 수는 없다.

## 같이 보기
- 자본주의
- 가격 기구

## 참고 자료
- 이준구 (2008년 7월 20일). 《미시경제학》. 법문사.